# 森洋子 (美術史家)
森 洋子（もり ようこ、旧姓：有沢）は、西洋美術史、とくに16世紀のネーデルラント（現ベルギー）の画家ピーテル・ブリューゲル(父)の研究者。明治大学名誉教授。日本ことわざ文化学会の理事・会長を勤め、2021年より顧問となる。

## 人物
現在の新潟県上越市出身。1959年（昭和34年）お茶の水女子大学文教育学部哲学科卒業、ドイツ・ミュンヘン大学美術史学科留学、美術史家ハンス・ゼーデルマイヤーに学ぶ。
国際基督教大学大学院比較文化研究科で「16世紀フランドルの子供の遊戯－ブリューゲル「子供の遊戯」の図像学的研究を中心にして」により、1988年（昭和63年）に学術博士号取得、その後アメリカ・ブリンマー・カレッジ大学院美術史学科修士課程修了、ベルギー政府給費留学を経て、東京工芸大学助教授、明治大学工学部助教授、明治大学理工学部教授を歴任。2007年（平成19年）に明治大学を退職、名誉教授となった。

## 受賞・受章など
1988年（昭和63年）、ブリューゲル研究によりベルギー国王から王冠勲章シュヴァリエ章受章。翌年、『ブリューゲルの「子供の遊戯」』でサントリー学芸賞、日本児童文学学会特別賞受賞。
1992年（平成4年）『ブリューゲルの諺の世界』で芸術選奨文部大臣賞受賞、1996年（平成8年）1996年（平成8年）ベルギー（アントワープ）のウジェーヌ・ベ国際賞受賞、1999年（平成11年）『シャボン玉の図像学』で茗水クラブ学術奨励賞、2001年（平成13年）紫綬褒章受章。

## 家族
夫は経済学者の森敬（父は森ビル創業者森泰吉郎）で、娘は現代美術家の森万里子。 
義弟として森稔（森ビル社長）、森章（森トラスト社長）。実兄は株式会社有沢製作所特別顧問、有沢栄一。

## 著書
- 『パパ心配しないで お嬢さんドイツ留学記』講談社 1964年 . NCID BN08412448
- 『ブリューゲルの「子供の遊戯」 遊びの図像学』未來社 1989年 ISBN 978-4624710521
- 『ブリューゲルの諺の世界 民衆文化を語る』白凰社 1992年 ISBN 978-4826200707
- 『シャボン玉の図像学』未來社 1999年 ISBN 978-4624710668
- 『子供とカップルの美術史 中世から18世紀へ』日本放送出版協会（NHKブックス） 2002年 ISBN 978-4140019511
- 『ブリューゲル探訪 民衆文化のエネルギー』未來社 2008年 ISBN 978-4624710866
- 『ブリューゲルと季節画の世界』岩波書店 2022年 ISBN 978-4000611602
- 『ブリューゲルの “劇場”』中央公論美術出版 2025年 ISBN 978-4805509890

### 編著
- 『ホガースの銅版画 英国の世相と諷刺』岩崎美術社 1987年
- 『ブリューゲル全作品』中央公論社 1988年
- 『未来社会への架け橋 森敬博士遺稿・追悼文集』私家版 1996年
- 『図説 ベルギー 美術と歴史の旅』編共著 河出書房新社 2015年 ふくろうの本
- 『ブリューゲルの世界』新潮社 2017年 とんぼの本
- 『ネーデルラント美術の誘惑　ヤン・ファン・エイクからブリューゲルへ』

木川弘美・今井澄子・廣川暁生共著 「北方近世美術叢書」ありな書房、2018年

### 翻訳
- ウリヤ・フォークト・ギョクニル『トルコ　世界の建築』美術出版社 1967年
- ハンス・ゼーデルマイヤー『光の死』鹿島出版会〈SD選書〉1976年
- エンツォ・オルランディ編『ボス』評論社（カラー版世界の巨匠） 1980年 - ヒエロニムス・ボス
- W.S.ギブソン『ブリューゲル 民衆劇場の画家』小池寿子共訳、美術公論社 1992年